# Кагги, Фрэнсис
Фрэнсис Кагги (англ. Francis Cuggy, 16 июня 1889 года, Уокер — 27 марта 1965 года, там же) — английский футболист и тренер. Выступал на позиции правого хавбека.

## Карьера
Выступал за юношескую команду «Уиллингтон Атлетик». В 1909 году перешёл в «Сандерленд». В сезоне 1912/13 с командой выиграл чемпионат Англии.
В 1913 и 1914 годах дважды сыграл за сборную Англии. Оба матча были сыграны против Ирландии и завершились поражениями (1:2 в Белфасте в 1913 и 0:3 в Мидлсбро в 1914).
Прерванную Первой мировой войной карьеру возобновил в 1919 году. В мае 1921 года покинул «Сандерленд», перейдя в «Уоллсенд», в котором он исполнял функции играющего тренера.
В 1923 году возглавил «Сельту», став первым главным тренером в истории клуба.
Закончив тренерскую карьеру, работал на судоверфи в Уирсайде.

## Достижения

### Игрок
Сандерленд:
- Чемпион Англии: 1912/13
- Финалист Кубка Англии: 1913

### Тренер
Сельта:
- Чемпион Галисии (3): 1923/24, 1924/25, 1925/26[5]